# Давид (Скалуба)
Давид Скалуба — архимандрит Антониева монастыря Новгородской епархии Русской православной церкви.
Родился в Малороссии. Получил образование в славяно-греко-латинских школах и после (с 1720 года) был в них учителем, проповедником и иеромонахом московского Спасского училищного монастыря.
17 августа 1722 года иеромонах Давид, как лучший проповедник, предназначен был служить в православную церковь в Стокгольме с назначением ему 400 рублей в год жалованья из сумм иностранной коллегии. По финансовым соображениям, от поездки отказались.
15 февраля 1723 (?) года Давид Скалуба был назначен обер-иеромонахом в «низовый поход в Астрахань, Персиду и Дербень».
27 мая 1724 года определением Святейшего Синода был назначен состоять при Астраханском губернаторе «для духовного до благочестия надлежащего дела» и сопровождать его во время путешествия по астраханскому краю по делам службы. Одной из его целей было обращение в православие калмыков, но его работа не имела большого успеха, так как Давид не знал калмыцкого языка, а хорошего переводчика не нашлось.
В начале 1727 года, по личному избранию архиепископа Феофана, Давид Скалуба был возведен в сан архимандрита и назначен настоятелем Антониева монастыря в Великом Новгороде, но 23 июля 1728 года попросил увольнения от должности, потому что находил более удобным для себя «быть под началом, нежели самому начальствовать».
Дальнейшая судьба Давида Скалубы неизвестна.